# Teoria da cultura
A teoria da cultura é um ramo da antropologia e de outras ciências sociais relacionadas que busca definir uma concepção heurística da cultura tanto em termos operacionais quanto científicos.
No século XIX cultura era definida como uma gama de atividades humanas. Para outros era um sinônimo de civilização. Já no século XX antropólogos começaram a teorizar sobre a cultura como sendo um objeto de análise científica.
Alguns estudiosos distinguiam estratégias adaptativas humanas das estratégias altamente instintivas dos animais como também dos primatas e de outras espécies não-humanas de hominídeos.